# Change the World
«Change the World» — песня сочинённая Томми Саймсом, Гордоном Кеннеди и Уэйном Киркпатриком, наиболее известная версия была записана Эриком Клэптоном для саундтрека к фильму «Феномен» — она была отмечена тремя статуэтками «Грэмми» в категориях: «Запись года», «Песня года» и «Лучшее мужское вокальное поп-исполнение». Кроме того, песня была выбрана RIAA в числе одной из «Песен века» и занимает в этом списке 270-е место. В тексте «Change the World» музыкант выражает желание рассказать «абстрактной» женщине о своей любви (её личность так и остаётся инкогнито). Но он боится, что это будет безответная любовь, и она ничего не изменит в его жизни.

## О песне
Сингл достиг 5-й позиции в чарте Billboard Hot 100 летом 1996 года. Также, он провёл 13 недель на вершине Hot Adult Contemporary Tracks и оставался на этой диаграмме в течение полутора лет (80 недель), что было феноменальным результатом для того времени. Однако впоследствии многие песни добивались подобного результата — это стало поводом для создания специального чарта Adult Contemporary Tracks, в котором фигурировал список хитов, находившихся в чарте долгое время.
Хотя массовый успех получила акустическая версия песни, Клэптон также исполнял её в электрическом варианте — один из них попал на концертный альбом Бэйбифейса Babyface MTV Unplugged NYC. Клэптон спел дуэтом с Бэйбифейсом и сыграл на электрогитаре.
Ещё до выхода хита Клэптона песня была записана кантри-певицей Вайнонной Джадд для её альбома под названием Revelations. Однако Джадд не стала выпускать свою версию песни в качестве сингла, несмотря на успех релиза Клэптона.

## Список композиций

### Компакт-диск, европейское издание
1. «Change the World» (LP Version) (3:57)
2. «Danny Boy» (Non-LP Track) (4:14)
3. «Change the World» (Instrumental) (3:57)

## Хит-парады и сертификация
| Хит-парад (1996)                      | Высшая позиция |
| ------------------------------------- | -------------- |
| Австралия (ARIA)                      | 8              |
| Австрия (Ö3 Austria Top 40)           | 10             |
| Бельгия/Валлония (Ultratop 50)        | 27             |
| Canadian Top Singles (RPM)            | 1              |
| Canadian Adult Contemporary (RPM)     | 1              |
| Франция (SNEP)                        | 7              |
| Германия (GfK)                        | 30             |
| Нидерланды (Single Top 100)           | 24             |
| Новая Зеландия (Recorded Music NZ)    | 3              |
| Норвегия (VG-lista)                   | 15             |
| Швеция (Sverigetopplistan)            | 22             |
| Великобритания (OCC UK Singles)       | 18             |
| США (Billboard Hot 100)               | 5              |
| США (Billboard Pop Airplay)           | 2              |
| США (Billboard Adult Pop Airplay)     | 1              |
| США (Billboard Hot R&B/Hip-Hop Songs) | 54             |

| Хит-парад (1996)       | Позиция |
| ---------------------- | ------- |
| U.S. Billboard Hot 100 | 19      |
| Хит-парад (1997)       | Позиция |
| U.S. Billboard Hot 100 | 67      |

| Регион | Сертификация | Продажи  |
| --- | ------------ | -------- |
| Австралия (ARIA) | Золотой      | 35 000^  |
| Франция (SNEP) | Серебряный   | 154,000  |
| США (RIAA) | Золотой      | 500 000^ |
| * Данные о продажах приведены только на основе сертификации. ^ Данные о тиражах приведены только на основе сертификации. |              |          |